# Клюгель, Георг Симон
Георг Симон Клюгель (нем. Georg Simon Klügel; 19 августа 1739, Гамбург — 4 августа 1812, Галле) — немецкий математик и физик; почётный член Петербургской Академии наук (1794).

## Биография
С 1766 был профессором математики в Гельмштедтском университете, с 1788 — в Галльском университете. Основные труды по геометрии и тригонометрии. Ввёл термины «средняя геометрическая» (1808) и «тригонометрические функции» (1770).

## Работы
Напечатал:
- «Encyclopädie der gemeinnützigsten Kenntnisse» (3 изд., 6 т., Берлин, 1782—1806; продолжена Штейном, Берлин, 1816, 7 т.);
- «Anfangsgründe der Arithmetik» (Берлин, 1793; 6 изд., 1819);
- «Die gemeinnützigsten Vernunftkenntnisse» (2 изд., Лейпциг, 1791 — в сотрудничестве с разными лицами);
- «Mathematisches Vörterbuch» (3 т., Лейпциг, 1803—1808; т. 4 обработал Моллвейде, т. 5 — Грунерт, 1823—1831; 2 дополнит. тома Грунерт, Лейпциг, 1833—1836).